# Artés Gato Montés
L'Artés Gato Montés és un model d'automòbil tot terreny amfibi, amb tracció 6x6 fabricat per l'empresa José Artés de Arcos , (Barcelona) el 1971.
Va ser presentat en el Saló de l'Automòbil de Barcelona de l'any 1971 amb el nom de Gato Montés.

## Història
Jesús Artés de Arcos (Barcelona, 1933), fill de José Artés de Arcos, estudià enginyeria industrial a la Universitat de Barcelona i va treballar una temporada a Alemanya abans de tornar a casa per a centrar-se en el desenvolupament de les empreses familiars. Fou un inquiet inventor que registrà més de 100 patents en camps tan diversos com l'automoció, els mecanismes elèctrics, l'armament i els sistemes de construcció.
A mitjans de la dècada de 1960 desenvolupà diferents tipus de vehicle, centrant-se inicialment en models tot terreny d'alta mobilitat. El primer va ser un prototip d'ATV 6x6 equipat amb rodes de tractor, amfibi, el qual promogué aprofitant un viatge que feu als EUA, on havia anat per tal d'ajudar a comercialitzar-hi les motocicletes Bultaco (era amic d'en Paco Bultó, amo de l'empresa). Havent contactat amb la coneguda firma BorgWarner, dedicada a la producció de sistemes de transmissió, va intentar aconseguir encàrrecs del seu 6x6 per a l'exèrcit nord-americà, aleshores en plena guerra del Vietnam.
El vehicle final ideat per Jesús Artés de Arcos rebé el nom de Gato Montés i es presentà al Saló de l'Automòbil de Barcelona el 1971. Oferia l'opció de triar entre un motor Bultaco de 250 cc o un de Citroën 2CV de 602 cc i disposava d'altres elements opcionals, com ara una cabina tancada en fibra de vidre o un remolc per a transportar-la. El seu preu de sortida era de 110.000 ptes i es calcula que se'n varen produir unes 200 unitats.

## Característiques

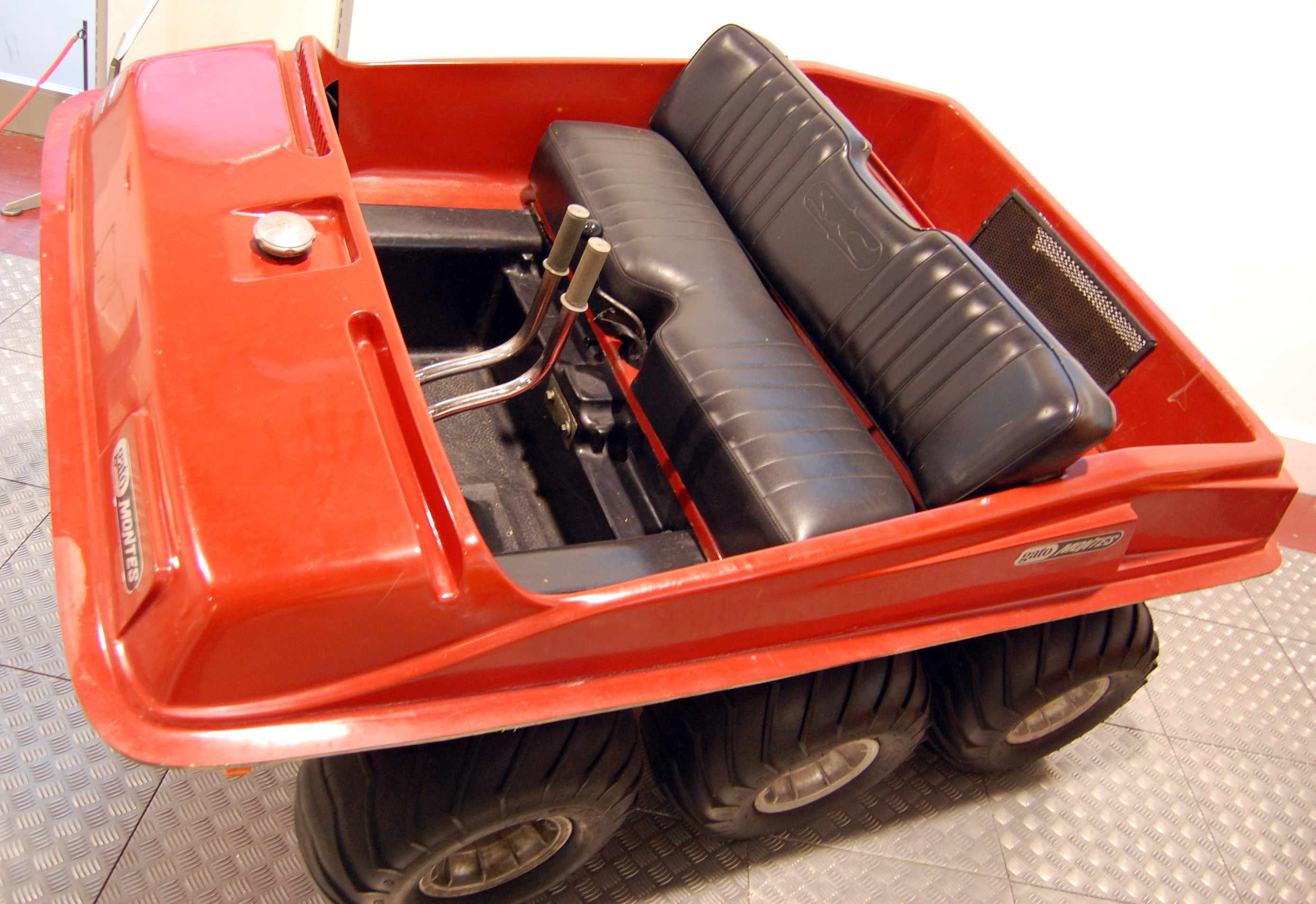
Tot terreny amfibi 6x6 Artés Gato Montés en el Museu d'Història de l'Automoció de Salamanca

La millora fonamental introduïda en el Gato Montés, pel que fa a prototips anteriors, va ser l'adopció d'un motor Citroën 3 CV, complet, amb el seu embragatge i canvi. El motor bicilíndric Citroën va ser provat en tota mena de condicions. A la sortida de la caixa del canvi, automàtica amb variador d'embragatge centrífug, dos eixos -un per cada costat- passaven el moviment a les seves respectives cadenes. Per mitjà d'aquestes últimes, els dos jocs de tres rodes prenien moviment, similar a un carro de combat o un tractor eruga.
El conjunt del motor anava sobre un petit bastidor, el qual estava unit, al seu torn, a la carrosseria, que era de fibra de vidre i de 2 metres de llarg. Aquesta última era completament estanca. Els forats pels que passaven els eixos de les rodes portaven les seves corresponents reguardes, que impedien l'entrada d'aigua. Els enormes pneumàtics -inflats a tan sols 0,250 kg/cm²- conferien al vehicle un aspecte atractiu.
La conducció s'efectuava de manera molt simple, per mitjà de les dues palanques situades davant de l'usuari. Les llums formaven part de l'equip de sèrie, mentre que la capota rígida, la calefacció, el ganxo per remolcar i la plataforma de transport eren opcionals.
El preu del Gato Montés a Espanya el 1971 era de 110.000 Ptes (660 euros). S'estima que a Espanya se'n van produir 200 unitats.

### Derivats i antecessors

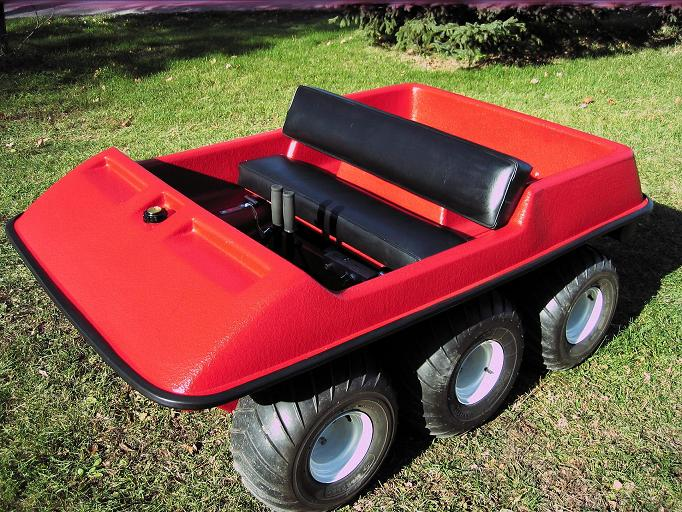
Amphicat (1968)

Del Gato Montés (1971) hi va haver precedents així com se'n varen atorgar llicències de fabricació a l'estranger.
- Al Canadà BorgWarner fabricà un ATV-amfibi el 1968 amb el nom d'Amphicat.[3][4]
- Als EUA, l'Amphicat també va ser fabricat el 1969 per Mobility Unlimited Inc. a Auburn Hills, Michigan. Més tard, la cadena de producció va ser comprada per Magna American Corp., una divisió de la Magna Corporation, la qual va produir el vehicle a Raymond (Mississipi), durant diversos anys.[5][6]
- A França el fabricà sota llicència Massey Ferguson i el comercialitzà amb el nom de Wild Cat[2]

## En la ficció
L'Amphicat amb algunes modificacions estètiques va ser utilitzat com a vehicle lunar en la sèrie “Espai 1999” i com a cotxe dels gelats en la sèrie americana de televisió Banana Splits.